# Обикновен риган
Обикновеният риган (Origanum vulgare) е многогодишно тревисто растение от семейство Устноцветни. Расте из храсталаци и сечища, по каменливи места и в редки гори предимно в предпланините и планините из цялата страна докъм 1600 m надморска височина.
Образува туфа, в която може да се наброят 80 – 100 стъбла, като ежегодно излизат нови стъбла. На височина достига до 80 cm, като върховете на растенията се разклоняват и образуват чадъроподобни съцветия, в които са събрани голям брой малки цветчета с бледорозов, розов или почти бял цвят с кафяви чашки. На едни растения цветовете са двуполови, а на други само женски. Женските цветове се разтварят 7 – 8 дни преди другите цветове. Опрашването на цветовете се извършва от насекоми – главно от пчели. Цъфтежът на ригана продължава доста време, тъй като едни стъбла в туфата цъфтят, а други продължават да се развиват. При това положение цъфтежът започва обикновено от началото на юни и продължава до края на август.
Риганът се среща в диво състояние почти навсякъде в България. Най-често се появява по сечищата из горите, край горските пътеки, покрай пътищата и по влажните места. Отглежда се и като културно растение заради ароматичното масло, което се съдържа в цялата надземна част и особено в цветовете. Маслото намира широко приложение в парфюмерията. Изсушените стъбла са добър заместител на чая. Употребяват се при кашлица, при лекуване на белодробни заболявания, високо кръвно налягане. Като подправка и за лечебни цели се използва този вид, който цъфти с розововиолетови цветчета. Изсушен запазва вкуса си.
Риганът може да се отглежда на всякакви почви. За предпочитане са по-леките с достатъчно хранителни вещества почви. Размножава се със семена. Засява се направо на постоянно, след предварителна подготовка на почвата. Може да се произведе рано напролет разсад в парник, който се използва за засаждане. Засяването трябва да се извърши редово на разстояние 40 – 50 cm ред от ред и 30 cm между растенията в редовете. Дълбочината на заравяне на семената в почвата не трябва да бъде повече от 2 – 3 cm.
В България риганът е познат още като горски чай, овчарски босилек, вранилова трева, риганова трева, витошки чай, черновръхче, чубрица.. Среща се в Европа, Азия и Северна Америка. Съдържа етерично масло, витамини А и С, танини, минерални соли.